# Campionati europei di Formula Kite 2018
I Campionati europei di Formula Kite 2018 si sono svolti a Warnemuende, in Germania, dall'8 al 13 luglio 2018.

## Podi
| Evento                 | Oro            | Argento         | Bronzo       |
| Formula Kite Maschile  | Guy Bridge     | Oliver Bridge   | Axel Mazella |
| Formula Kite Femminile | Elena Kalinina | Alexia Fancelli | Steph Bridge |

## Medagliere
| Posiz. | Nazione     | Oro | Argento | Bronzo | Totale |
| ------ | ----------- | --- | ------- | ------ | ------ |
| 1      | Regno Unito | 1   | 1       | 1      | 3      |
| 2      | Russia      | 1   | 0       | 0      | 1      |
| 3      | Francia     | 0   | 1       | 1      | 2      |
| Totale | Totale      | 2   | 2       | 2      | 6      |